# Logan Couture
Logan Couture (* 28. März 1989 in Guelph, Ontario) ist ein ehemaliger kanadischer Eishockeyspieler, der im Verlauf seiner aktiven Karriere zwischen 2005 und 2024 unter anderem 1.049 Spiele für die San Jose Sharks in der National Hockey League (NHL) auf der Position des Centers bestritten hat. Von September 2019 bis zum April 2025 führte Couture das Team als Kapitän an. Seinen größten Karriereerfolg feierte er im Trikot der kanadischen Nationalmannschaft mit dem Gewinn des World Cup of Hockey 2016.

## Karriere
Couture begann seine Karriere bei den St. Thomas Stars in einer der unterklassigen Juniorenligen Ontarios. Nach einem Jahr dort, in dem er in 48 Spielen 46 Punkte erzielte, wurde er im Priority Selection Draft 2005 der Ontario Hockey League in der ersten Runde an zwölfter Stelle von den Ottawa 67’s ausgewählt. Der Kanadier galt lange Zeit als aussichtsreicher Kandidat von den Oshawa Generals an erster Stelle gezogen zu werden, doch diese entschieden sich für den damals 14-jährigen John Tavares. Gleich zu Beginn der Saison 2005/06 wechselte Couture in die OHL zu den 67’s und spielte dort zwei konstant gute Spielzeiten, in denen er jeweils die Qualifikation für die Playoffs mit dem Team von Cheftrainer Brian Kilrea schaffte. Bevor er jedoch in seine zweite OHL-Saison ging, verletzte sich Couture im Sommer während eines Trainingscamps der kanadischen U-18 Nationalmannschaft schwer am Knie. Die durch einen Schlittschuh verursachte Schnittwunde musste mit 29 Stichen genäht werden. Trotzdem beeindruckte der Defensiv-Stürmer mit 78 Punkten in 54 Spielen und somit einer nochmals deutlichen Steigerung zur Vorsaison. Im NHL Entry Draft 2007 wurde er daher bereits in der ersten Runde an neunter Position von den San Jose Sharks ausgewählt. Damit San Jose den Stürmer im Draft ziehen konnte, war das Management im Vorfeld mehrere Tauschgeschäfte eingegangen, um in der Draftrangfolge auf die vorderen Plätze zu gelangen. Im Juli – einen Monat nach dem Draft − unterzeichnete Couture seinen ersten Profivertrag in San Jose. Jedoch konnte er sich im Trainingscamp der Sharks nicht durchsetzen und wurde zunächst wieder zu seinem Juniorenteam geschickt.

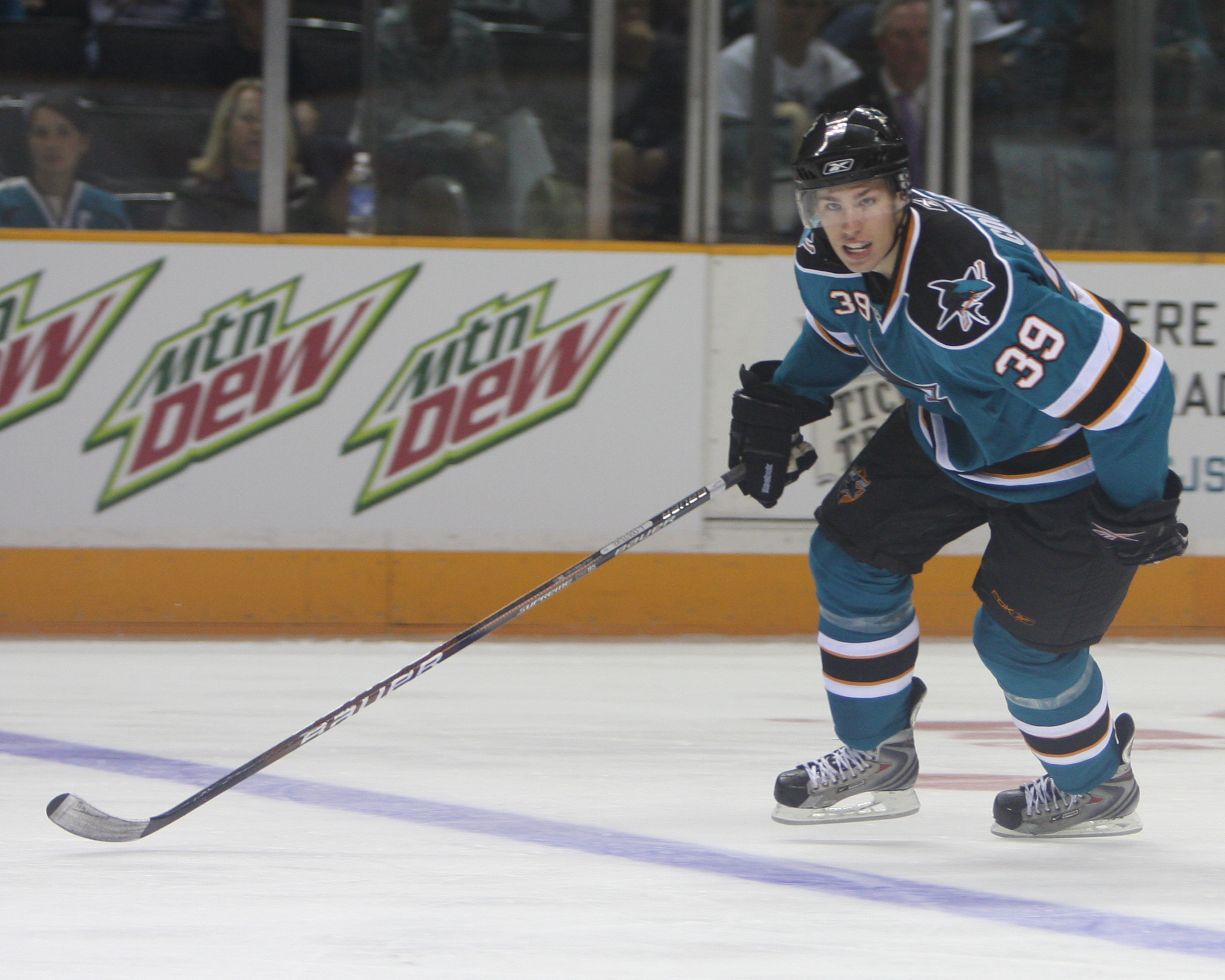
Couture im Trikot der San Jose Sharks (2009)

Die sich an den Draft anschließende Spielzeit 2007/08 verlief für den Kanadier weniger erfolgreich, da er wie im vorangegangenen Spieljahr oft verletzt war und so nur auf 51 Saisoneinsätze in der regulären Saison kam. Darunter litt auch seine Punktausbeute, die bei ähnlicher Spielanzahl deutlich zurückging. Dennoch war er gemeinsam mit Jamie McGinn, einem weiteren Draft-Pick der San Jose Sharks, mit 58 Punkten erfolgreichster Scorer des Teams. Zum Beginn der Saison 2008/09 fand sich Couture erneut im Kader der Ottawa 67’s wieder, nachdem er sich im Trainingscamp des NHL-Teams erneut keinen Stammplatz hatte erarbeiten können. Im Vergleich zu den beiden Vorjahren blieb der Stürmer weitestgehend verletzungsfrei und absolvierte seine beste Spielzeit mit 87 Scorerpunkten. Nach dem Ausscheiden seines Teams in der ersten Playoff-Runde beorderte ihn das Management der San Jose Sharks am 3. April 2009 zu den Worcester Sharks, ihrem Farmteam in der American Hockey League, wo Couture noch am gleichen Tag in der Partie gegen die Albany River Rats sein Profidebüt gab. In der folgenden Spielzeit teilten sich die Auftritte der Stürmers zwischen den San Jose Sharks in der National Hockey League und den Worcester Sharks in der AHL auf. Dort beeindruckte er so, dass er am AHL All-Star Classic teilnahm und am Saisonende ins AHL All-Rookie Team berufen wurde. Zur Saison 2010/11 schaffte er den endgültigen Sprung in die NHL. So wurde er im Dezember 2010 zum NHL-Rookie des Monats ernannt und nahm an der SuperSkills Competition der NHL-Rookies im Rahmen des NHL All-Star Game 2011 teil. Nach Abschluss der regulären Saison wurde er gemeinsam mit Michael Grabner und Jeff Skinner für die Calder Memorial Trophy nominiert.
Für die Dauer des NHL-Lockouts in der Saison 2012/13 wurde der Stürmer im September 2012 vom Schweizer Klub Genève-Servette HC verpflichtet. In der Spielzeit 2015/16 erreichte Couture mit den Sharks das Finale um den Stanley Cup und wurde mit 30 Punkten bester Scorer der Playoffs, scheiterte dort jedoch an den Pittsburgh Penguins. Im Anschluss debütierte er für die kanadische Nationalmannschaft beim World Cup of Hockey 2016 und gewann dort mit dem Team die Goldmedaille. Im Juli 2018 unterzeichnete Couture einen neuen Achtjahresvertrag bei den Sharks, der ihm mit Beginn der Saison 2019/20 ein durchschnittliches Jahresgehalt von acht Millionen US-Dollar einbringen soll. Vor Beginn eben dieser Spielzeit wurde Couture im September 2019 zum neuen Mannschaftskapitän der Sharks ernannt und trat dabei die Nachfolge des nach Dallas gewechselten Joe Pavelski an. Die Saison 2023/24 verpasste Couture zum großen Teil aufgrund einer Schambeinentzündung. Nachdem er deshalb auch die gesamte Spielzeit 2024/25 verpasst hatte, verkündete der 36-Jährige im April 2025 das Ende seiner aktiven Karriere. Inklusive Playoffs hatte er 1049 NHL-Partien bestritten und dabei 802 Scorerpunkte erzielt.

## Erfolge und Auszeichnungen
| - 2006 OHL Second All-Rookie Team - 2007 Teilnahme am CHL Top Prospects Game - 2007 Teilnahme am OHL All-Star Game - 2008 Teilnahme am OHL All-Star Game (verletzungsbedingte Absage) - 2009 Teilnahme am OHL All-Star Game - 2009 AHL-Rookie des Monats Dezember (gemeinsam mit Benn Ferriero) - 2010 Teilnahme am AHL All-Star Classic - 2010 AHL All-Rookie Team | - 2010 NHL-Rookie des Monats Dezember - 2011 Teilnahme an der NHL All-Star Game SuperSkills Competition - 2011 NHL All-Rookie Team - 2012 Teilnahme am NHL All-Star Game - 2016 Bester Scorer der NHL-Playoffs - 2020 Teilnahme am NHL All-Star Game (verletzungsbedingte Absage) - 2021 NHL-Spieler des Monats Februar der West Division |

### International
- 2016 Goldmedaille beim World Cup of Hockey

## Karrierestatistik

### International
Vertrat Kanada bei:
- U18-Junioren-Weltmeisterschaft 2007
- World Cup of Hockey 2016

(Legende zur Spielerstatistik: Sp oder GP = absolvierte Spiele; T oder G = erzielte Tore; V oder A = erzielte Assists; Pkt oder Pts = erzielte Scorerpunkte; SM oder PIM = erhaltene Strafminuten; +/− = Plus/Minus-Bilanz; PP = erzielte Überzahltore; SH = erzielte Unterzahltore; GW = erzielte Siegtore; 1 Play-downs/Relegation; Kursiv: Statistik nicht vollständig)

## Familie
Couture ist der Enkel des kanadischen Musikers Bob Couture und Sohn des National-Lacrosse-League-Schiedsrichters Chet Couture.